# Барон Бэгот
Барон Бэгот из Бэготс Бромли в графстве Стаффордшир — наследственный титул в системе Пэрства Великобритании. Он был создан 12 октября 1780 года для британского политика, сэра Уильяма Бэгота, 6-го баронета (1728—1798).

## Семья Бэгот

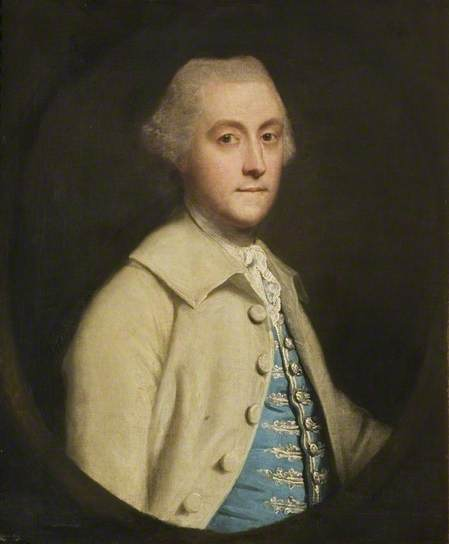
Уильям Бэгот, 1-й барон Бэгот (1728—1798)

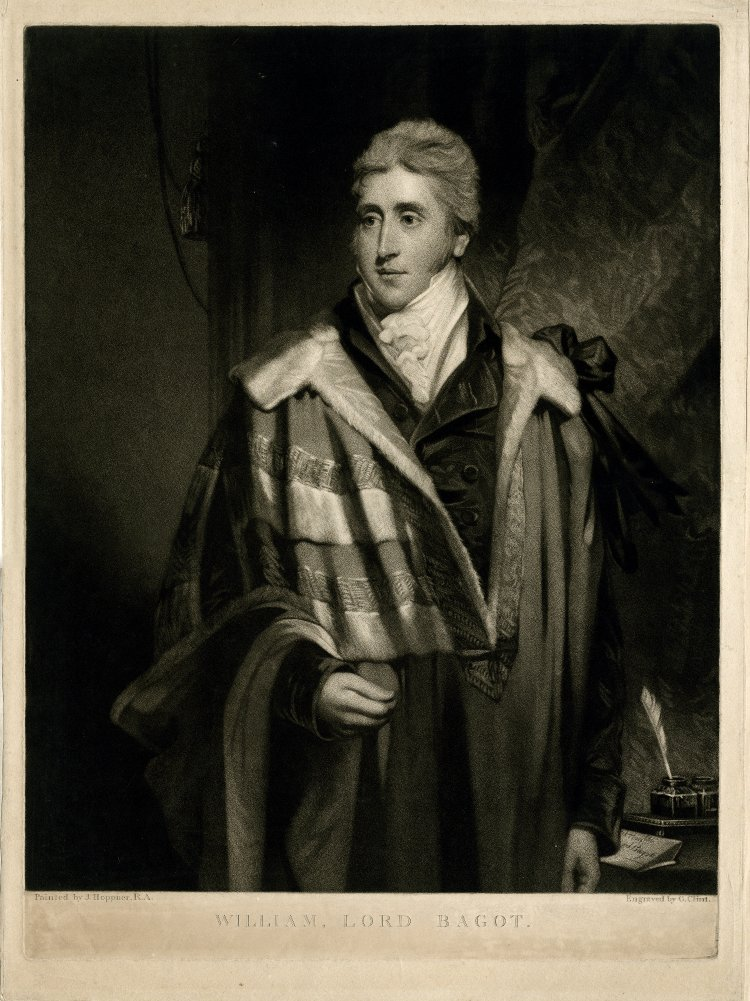
Уильям Бэгот, 2-й барон Бэгот (1773—1856)

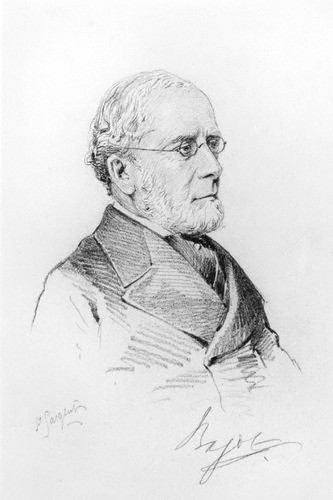
Уильям Бэгот, 3-й барон Бэгот (1811—1887), Национальная портретная галерея (Лондон)

Семья Бэгот владела землями в графстве Стаффордшир, начиная с 11 века. Один из её членов, Херви Бэгот (1591—1660), представлял Стаффордшир в Палате общин (1628—1629, 1641—1642) и сражался на стороне роялистов во время Гражданской войны в Англии. Он был высшим шерифом Стаффордшира в 1626 году. 31 мая 1627 года для него был создан титул баронета из Блитфилд Холла в графстве Стаффордшир (Баронетство Англии). Его сын, сэр Эдвард Бэгот, 2-й баронет (1616—1673), внук, сэр Уолтер Бэгот, 3-й баронет (1644—1707), и правнук, сэр Эдвард Бэгот, 4-й баронет (1674—1712), также представляли Стаффордшир в Палате общин.
Сын последнего, сэр Уолтер Бэгот, 5-й баронет (1702—1768), заседал в Палате общин от Ньюкасл-андер-Лайма (1724—1727), Стаффордшира (1727—1754) и Оксфордского университета (1762—1768). Его преемником стал, вышеупомянутый сэр Уильям Бэгот, 6-й баронет (1728—1798). Он представлял Стаффордшир в Палате общин от партии тори (1754—1780). В 1780 году для него был создан титул барона Бэгота из Бэготс Бромли в графстве Стаффордшир (Пэрство Великобритании). Его внук, Уильям Бэгот, 3-й барон Бэгот (1811—1887), консервативный депутат от Денбишира (1835—1852), а также лорд в ожидании (правительственный «кнут» в Палате лордов) в администрациях графа Дерби (1866—1868) и Бенджамина Дизраэли (1874—1880).
После смерти его сына, Уильяма Бэгота, 4-го барона Бэгота (1857—1932), прямая линия наследования от старшего сына первого барона прервалась. Титул унаследовал его второй кузен, Джеральд Бэгот, 5-й барон Бэгот (1866—1946). Он был сыном вице-адмирала Генри Бэгота (1846—1922), третьего сына его преосвященства достопочтенного Ричарда Бэгота (1782—1854), епископа Оксфорда (1829—1845), Бата и Уэллса (1845—1854), пятого сына 1-го барона Бэгота. Его преемником стал его двоюродный брат, Кэрил Бэгот, 6-й барон Бэгот (1877—1961). Он был сыном преподобного Льюиса Ричарда Чарльза Бэгота (1846—1922), старшего сына преподобного Чарльза Уолтера Бэгота, четвертого сына вышеупомянутого Ричарда Бэгота, пятого сына первого барона. После его смерти баронский титул перешел к его кузену, Гарри Эрику Бэготу, 7-му барону Бэготу (1894—1973). Он был сыном Чарльза Фредерика Хениджа Бэгота, четвертого сына преподобного Чарльза Уолтера Бэгота. После его смерти титул унаследовал его младший брат, Реджинальд Уолтер Бэгот, 8-й барон Бэгот (1897—1979), а затем их сводный брат, Хенидж Чарльз Бэгот, 9-й барон Бэгот (1914—2001. По состоянию на 2023 год носителем титула являлся сын последнего, Чарльз Хью Шон Бэгот, 10-й барон Бэгот (род. 1944), который стал преемником своего отца в 2001 году.
Фамильной резиденцией баронов Бэгот — Блитфилд Холл в графстве Стаффордшир. Семейным гнездом младшей ветви семьи Бэгот является Пип Хейз Холл в графстве Уорикшир. Другая линия семьи Бэгот проживает в Левенс Холле в графстве Камбрия.

## Баронеты Бэгот из Блитфилд Холла (1627)
- 1627—1660: Сэр Херви Бэгот, 1-й баронет (8 февраля 1591 — 27 декабря 1660), сын Уолтера Бэгота (1557—1623)[1];
- 1660—1673: Сэр Эдвард Бэгот, 2-й баронет (23 мая 1616 — 30 мая 1673), сын предыдущего[2];
- 1673—1704: Сэр Уолтер Бэгот, 3-й баронет (21 марта 1644 — 15 февраля 1704), сын предыдущего[3];
- 1704—1712: Сэр Эдвард Бэгот, 4-й баронет (21 января 1674 — май 1712), единственный сын предыдущего[4];
- 1712—1768: Сэр Уолтер Уогстафф Бэгот, 5-й баронет (3 августа 1702 — 28 января 1768), единственный сын предыдущего[5];
- 1768—1798: Сэр Уильям Бэгот, 6-й баронет (28 февраля 1728 — 22 октября 1798), старший сын предыдущего, барон Бэгот с 1780 года[6].

## Бароны Бэгот (1780)
- 1780—1798: Уильям Бэгот, 1-й барон Бэгот (28 февраля 1728 — 22 октября 1798), старший сын сэра Уолтера Бэгота, 5-го баронета (1702—1768)[6];
- 1798—1856: Уильям Бэгот, 2-й барон Бэгот (11 сентября 1773 — 12 февраля 1856), третий сын предыдущего[7];
- 1856—1887: Уильям Бэгот, 3-й барон Бэгот (27 марта 1811 — 19 января 1887), старший сын предыдущего от второго брака[8];
- 1887—1932: Уильям Бэгот, 4-й барон Бэгот (19 января 1857 — 23 декабря 1932), старший сын предыдущего[9];
- 1932—1946: Джеральд Уильям Бэгот, 5-й барон Бэгот (13 мая 1866 — 5 апреля 1946), третий сын вице-адмирала Генри Бэгота (1810—1877), внук его преосвященства достопочтенного Ричарда Бэгота (1782—1854), четвертого сына 1-го барона Бэгота[10];
- 1946—1961: Кэрил Эрнест Бэгот, 6-й барон Бэгот (9 марта 1877 — 5 августа 1961), единственный сын преподобного Льюиса Ричарда Чарльза Бэгота (1846—1922), внук преподобного Чарльза Уолтера Бэгота (1812—1886), правнук его преосвященства достопочтенного Ричарда Бэгота (1782—1854), четвертого сына 1-го барона Бэгота[11];
- 1961—1973: Гарри Эрик Бэгот, 7-й барон Бэгот (4 февраля 1894 — 20 июня 1973), старший сын Чарльза Фредерика Хениджа Бэгота (1858—1939) от первого брака, внук преподобного Чарльза Уолтера Бэгота (1812—1886), правнук его преосвященства достопочтенного Ричарда Бэгота (1782—1854), четвертого сына 1-го барона Бэгота[12];
- 1973—1979: Майор Реджинальд Уолтер Бэгот, 8-й барон Бэгот (24 августа 1897 — 2 октября 1979), второй сын Чарльза Фредерика Хениджа Бэгота (1858—1939) от первого брака, внук преподобного Чарльза Уолтера Бэгота (1812—1886), правнук его преосвященства достопочтенного Ричарда Бэгота (1782—1854), четвертого сына 1-го барона Бэгота[13];
- 1979—2001: Майор Хенидж Чарльз Бэгот, 9-й барон Бэгот (11 июня 1914 — 19 января 2001), единственный сын Чарльза Фредерика Хениджа Бэгота (1858—1939) от второго брака, внук преподобного Чарльза Уолтера Бэгота (1812—1886), правнук его преосвященства достопочтенного Ричарда Бэгота (1782—1854), четвертого сына 1-го барона Бэгота[14];
- 2001 — настоящее время: Чарльз Хью Шон Бэгот, 10-й барон Бэгот (род. 23 февраля 1944), единственный сын предыдущего[15];
  - Наследник титула: Ричард Чарльз Вильерс Бэгот (род. 26 апреля 1941), старший сын подполковника Чарльза Фредерика Вильерса Бэгота (1912—1986), внук Сесила Вильерса Бэгота (1865—1940), правнук преподобного Фредерика Бэгота (1822—1892), второй кузен предыдущего[16].

## Другие известные члены семьи Бэгот

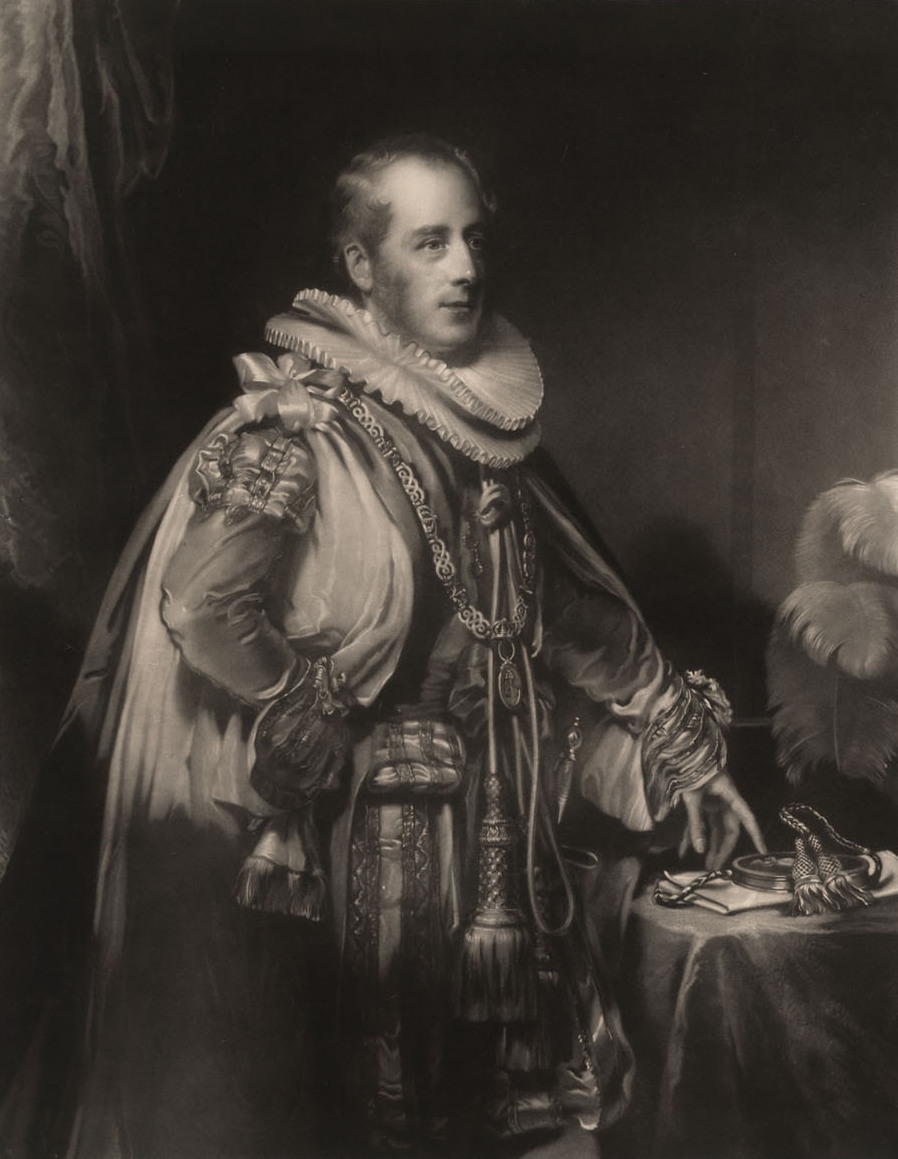
Сэр Чарльз Бэгот (1781—1843), генерал-губернатор Канады

- Сэр Чарльз Бэгот (1781—1843), британский политик, дипломат и колониальный администратор. Депутат Палаты общин от Касл Ризинга (1807—1808), генерал-губернатор Канады (1842—1843), губернатор Западной Канады и Восточной Канады (1842—1843). Второй сын Уильям Бэгота, 1-го барона Бэгота[17];
- Джоселин Фицрой Бэгот (1854—1913), английский офицер и консервативный политик, депутат Палаты общин от Кендала (1892—1906, 1910—1913). Старший сын полковника Чарльза Бэгота (1808—1881)[18];
- Его преосвященство Льюис Бэгот (1740—1802), епископ Бристоля (1782—1783), Нориджа (1783—1790) и Сент-Асафа (1790—1802), пятый сын сэра Уолтера Бэгота, 5-го баронета[19];
- Его преосвященство Ричард Бэгот (1782—1854), декан Кантербери (1827—1845), епископ Оксфорда (1829—1845) и Бата и Уэллса (1845—1854), младший сын Уильяма Бэгота, 1-го барона Бэгота[20];
- Преподобный Уолтер Бэгот (1731—1806), английский клирик и землевладелец, третий сын сэра Уолтера Бэгота, 5-го баронета[21];
- Сэр Уильям Бэгот (умер 1407), политик и администратор, сын Ральфа Бэгота, один из трёх советников короля Ричарда II[22].